# Жог, Исаак
Святой Исаа́к Жог SJ (фр. Isaac Jogues, 10 января 1607, Орлеан, Орлеане, Королевство Франция — 18 октября 1646[…], Орисвилл, Канада) — католический священник-иезуит, миссионер и мученик.

## Биография
Родился в Орлеане. В 1624 году в Руане вступил в Общество иезуитов. В 1636 году направлен в Новую Францию в качестве миссионера к союзным французам народам гуронов и алгонкинов. В 1642 году каноэ, на котором плыл отец Жог, было захвачено военным отрядом мохоков; он сам и его спутники — два француза (Гийом Кутюр, св. Рене Гупиль, ставший впоследствии мучеником) и несколько гуронов-христиан — оказались в плену. Их отвезли в поселение мохоков, где подвергли жестоким пыткам, во время которых отец Жог лишился нескольких пальцев. Затем он провел некоторое время на положении раба, пытался учить мохоков основам христианской веры, после чего ему удалось бежать с помощью голландских торговцев, переправивших его на Манхэттен, откуда он на корабле отплыл во Францию, где был встречен с большим удивлением и энтузиазмом. Папа Урбан VIII дал отцу Исааку Жогу особое разрешение совершать Мессу, несмотря на искалеченные руки.
Спустя несколько месяцев он уже вернулся в Канаду. В 1645 году между ирокезами, гуронами, алгонкинами и французами был заключен мир. Весной 1646 года отец Жог и другой иезуит — св. Жан де Лалан (фр. Jean de Lalande) были направлены в Страну мохавков в качестве послов. Однако, пока они были в пути, отношение мохавков к мирному процессу изменилось, и один из отрядов захватил иезуитов в плен. Их отвели в поселок Оссерненон (ныне Орисвилл, штат Нью-Йорк) и обвинили в колдовстве. «Умеренные» кланы Черепахи и Волка хотели их отпустить, однако члены более «радикального» клана Медведя решили убить, и 18 октября 1646 года священников забили дубинками. Голова св. Исаака Жога была выставлена на шесте, а тело брошено в реку Мохок.

## Прославление
21 июня 1925 года Исаак Жог, Рене Гупиль, Жан де Лелан, а также Жан де Бребёф, Ноэль Шабанель, Антуан Даниэль, Шарль Гарнье и Габриель Лалеман были беатифицированы Папой Пием XI, а 29 июля 1930 года им же канонизированы. Они составляют группу «канадских мучеников» или «святых мучеников североамериканских».
День их литургической памяти — 26 сентября (в Канаде и среди традиционалистов) или 19 октября (по реформированному календарю).